# 비모순율
비모순율(非矛盾律, 영어: Law of noncontradiction) 또는 무모순율(無矛盾律)은 논리학의 법칙 중 하나로, 아리스토텔레스에 따르면 「어느 사물에 대하여 같은 관점에서 동시에, 그것을 긍정하면서 부정하는 것은 불가능하다」는 것을 말한다. 모순율(矛盾律,영어: Law of contradiction)이라고도 부른다. 명제논리로 나타내면 다음과 같이 된다.
{\displaystyle \neg (P\wedge \neg P)\!}
동일률, 배중률과 함께 아리스토텔레스의 세 가지 사고법칙 중 하나이다.

## 해석
앨런 블룸에 따르면, 「철학의 전제인 이성적 회화의 기반이기도 한 모순율을 명기한 최초의 예」는 플라톤의 《국가》(Politeia)이다. 그 중에 등장하는 소크라테스의 대사에 「같은 사물이, 같은 부분에 대하여, 그리고 같은 사물과의 관련에서, 정반대의 것이 동시에 일어나는 일은 없을 것이라는 사실은 분명하다」가 있다.(436B)
아리스토텔레스와 토마스 아퀴나스에 따르면, 이것은 기본적인 사고원리이며, 너무나도 기본적이기 때문에 비모순율에 반대하는 사람이 있다고 해도, 그 인물도 비모순율을 무의식적으로 사용하고 있다는 것을 지적하는 것으로 납득시킬 수 있다. 아리스토텔레스는, 여러 명제는 참(眞)이자 거짓(僞)이라고 주장하는 사람의 경우도 고려했다. 그리고 그런 사람에게 있어서는, 어떤 길도 메가라에 도달하는 것은 참일 터인데, 어째서 아테네에서 메가라에 갈 때에 특정한 길을 고르는 건지 묻게 된다고 한다.
비모순율은 「절대적 진리」의 검증에 자주 쓰인다. 이를테면, 기독교 등의 특정 종교들은 우주에 유일절대의 신이 있다는 신념에 기반한다. 다른 종교는 다수의 신의 존재를 주장하고 있다. 논리의 원직인 비모순율에 따르면, 다수의 신이 있거나 없거나 중 하나만이 성립하며, 양쪽이 함께 성립하는 일은 없다.

## 증명·반증불가능성에 대한 의문
비모순율은 증명이나 반증에 비모순율 자신을 쓸 필요가 있으며, 논점 선취가 되어버리기 때문에, 증명도 반증도 할 수 없게 된다. 하지만, 20세기 초두부터 여러 논리학자가 비모순율을 약화시키거나 부정하는 논리체계를 제안해왔다. 이들의 논리체계를 총칭하여 초일관 논리(paraconsistent logic|paraconsistent logic)이라고 부른다. 그레이엄 프리스트는 이 사고방식을 추진하여, 양진주의(dialetheism)에 다다랐다.

## 인용
- 「비모순율을 부정하는 자는, 맞는 것과 맞지 않는 것 같지 않다고 인정할 때까지 얻어맞고, 구워지는 것이 구워지지 않는 것과 같지 않다고 인정할 때까지 구워야 한다」(이븐 시나, 중세의 철학자)[2]
- 「같은 사물이 같은 물체에 같은 관점으로 속하면서 동시에 속하지 않는다…라는 것은 불가능하다」(아리스토텔레스,《형이상학》)

## 같이 보기
- 모순
- 제일원리
- 귀류법
- 모순허용논리
- 불가능세계론
- 충족이유율
- 고전논리학